# Französische Botschaft in Berlin

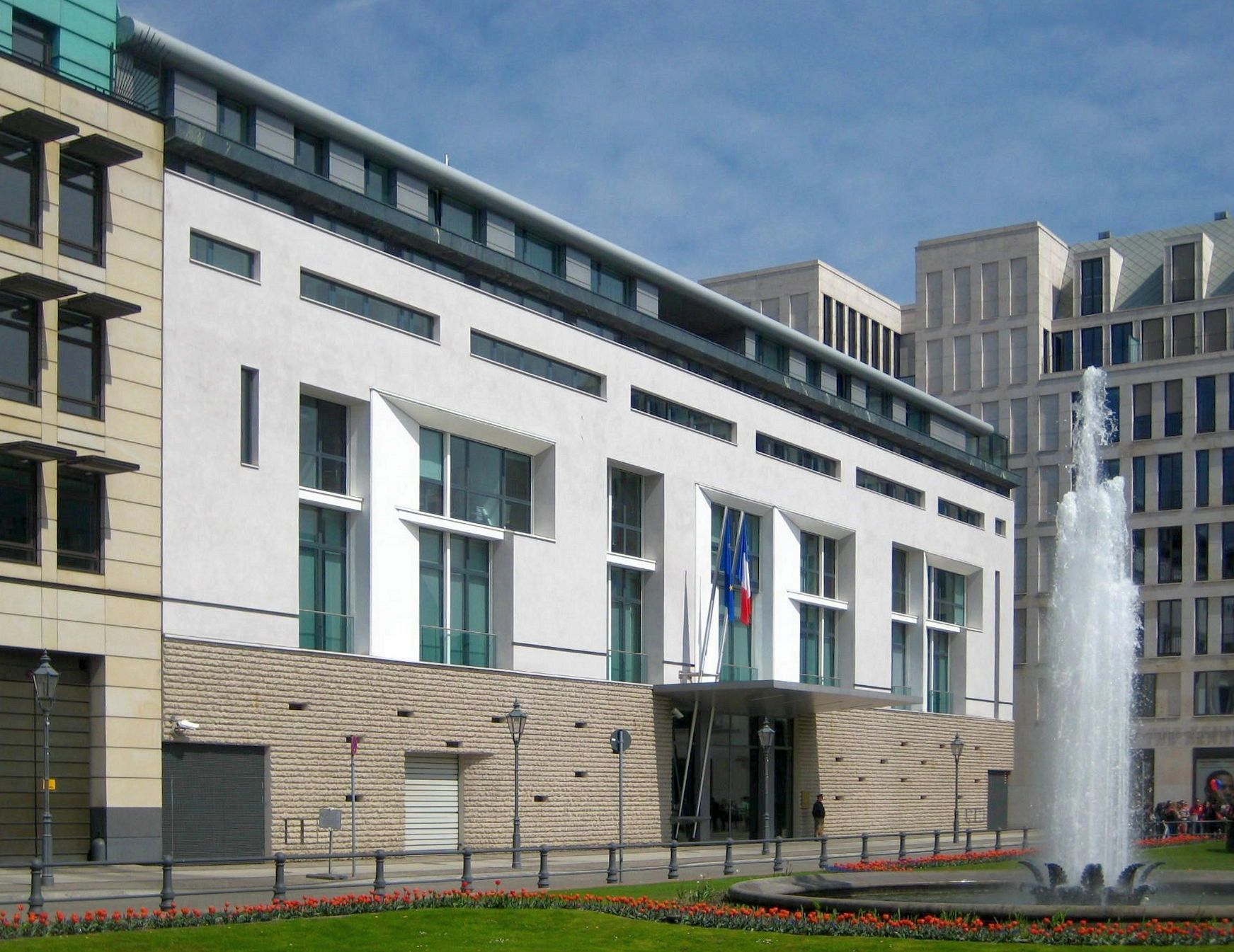
Französische Botschaft in Berlin

Die Französische Botschaft in Deutschland ist die diplomatische Vertretung Frankreichs in Deutschland. Das Botschaftsgebäude befindet sich am Pariser Platz 5 im Berliner Ortsteil Mitte. Botschafterin ist seit Juni 2017 Anne-Marie Descôtes.

## Geschichte

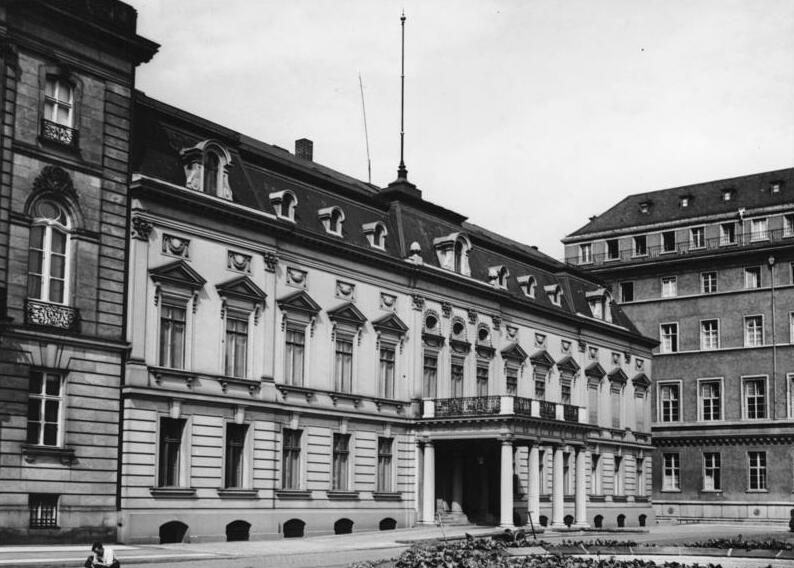
Alte französische Botschaft im Palais Beauvryé, 1937

Seit der deutschen Reichsgründung 1871 bis zum Kriegsende 1945 befand sich die Botschaft in dem im Zweiten Weltkrieg zerstörten Palais Beauvryé an der gleichen Stelle wie heute. Danach übte Frankreich als Mitglied des Alliierten Kontrollrats die Regierungsgewalt in Deutschland aus. Zur Wiederherstellung der deutschen Souveränität gehörte im Jahre 1955 anstelle der Alliierten Hohen Kommission auch die Etablierung einer französischen Botschaft am Sitz der Bundesregierung in Bonn.

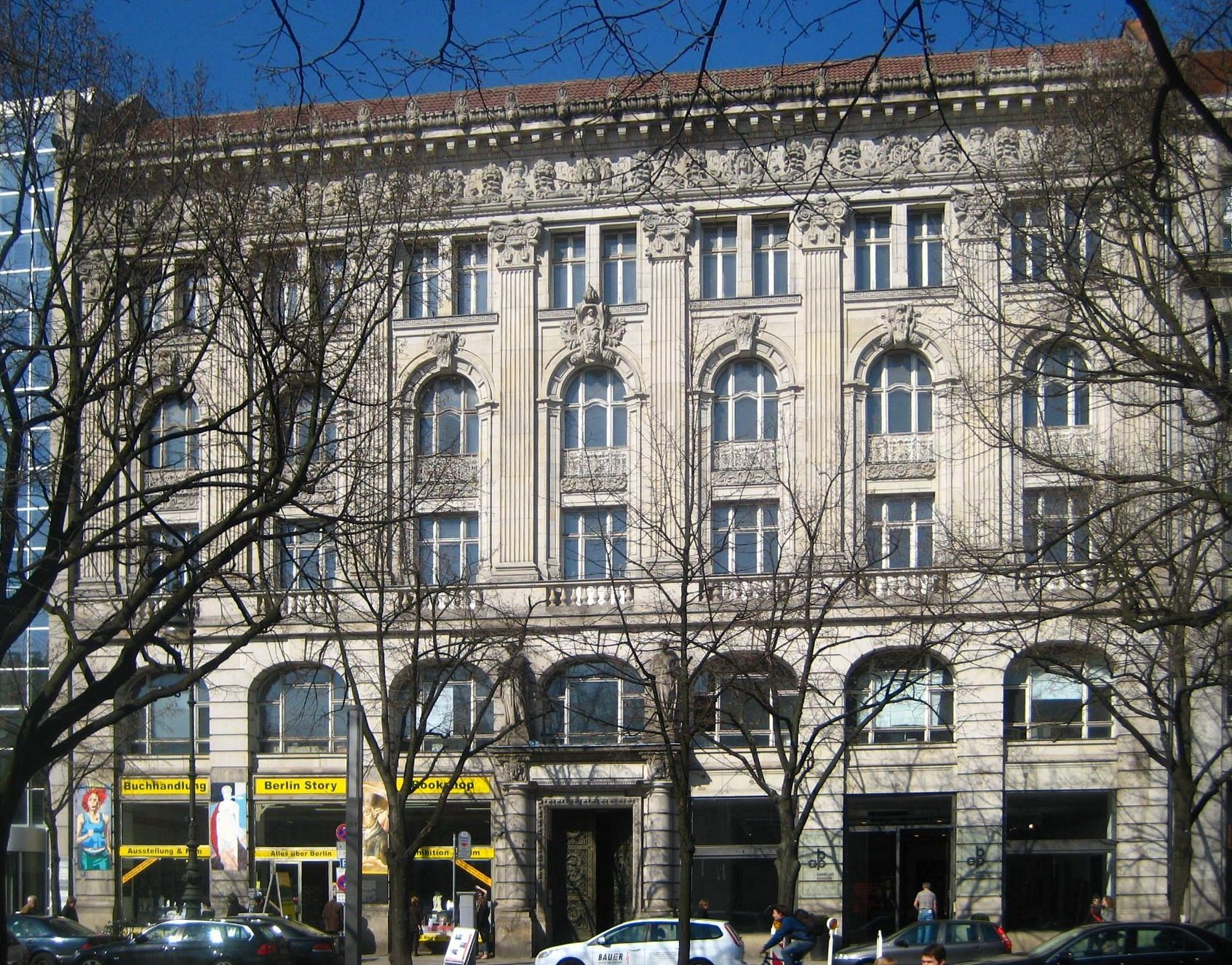
Sitz der französischen Botschaft in der DDR, 1973–1990

Nach der diplomatischen Anerkennung der DDR durch Frankreich im Jahr 1973 hatte die Botschaft in Ost-Berlin am Boulevard Unter den Linden 40 zwischen Friedrichstraße und Neustädtischer Kirchstraße ihren Sitz. Das Gebäude war 1907–1908 für die Schlafwagengesellschaft Wagons-Lits gebaut worden und steht unter Denkmalschutz. Es wurde nach der deutschen Wiedervereinigung bis zum Neubau am alten Standort weiter genutzt.

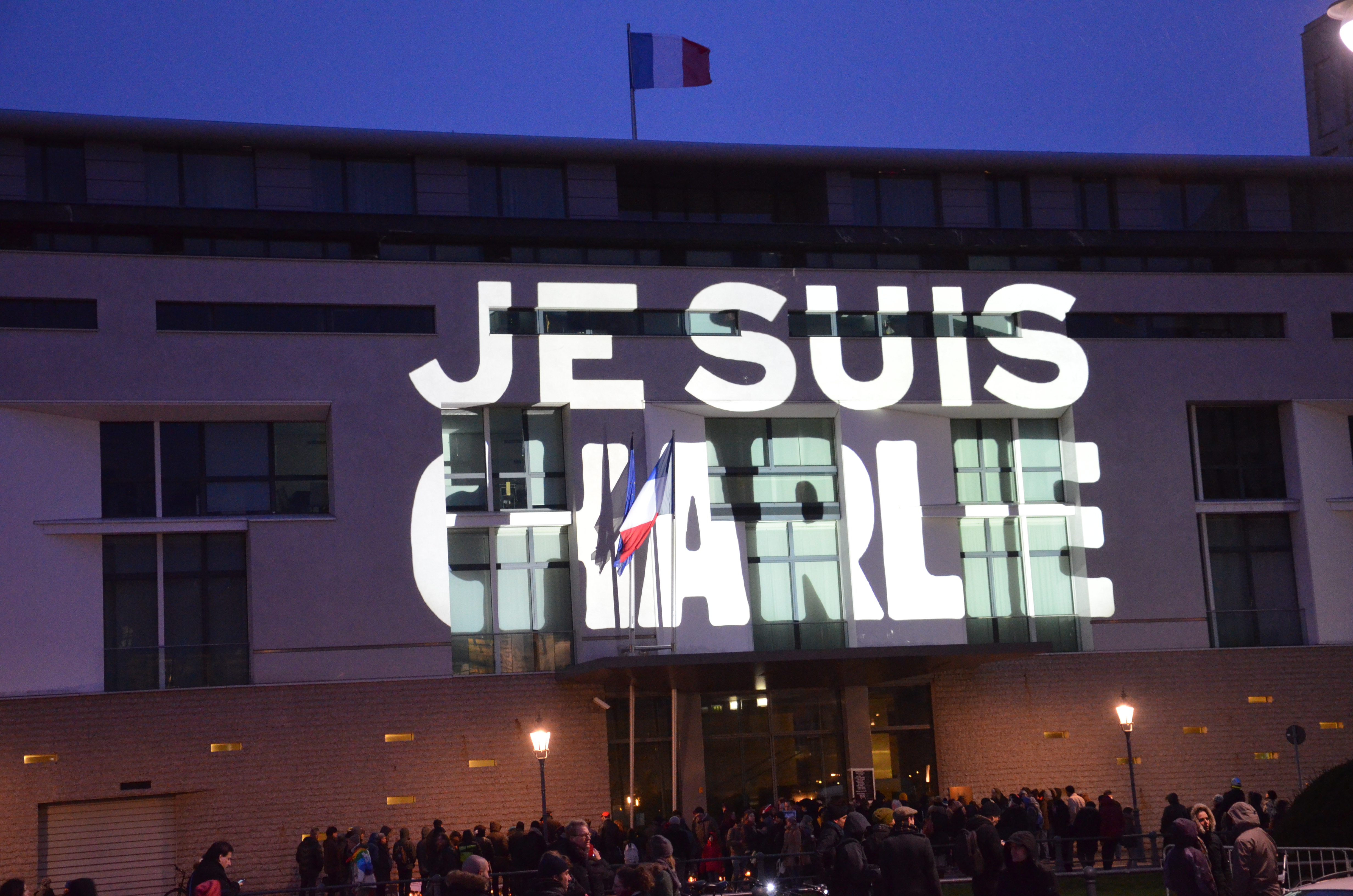
Schriftzug Je suis Charlie zur Mahnwache am 11. Januar 2015 nach dem Anschlag auf Charlie Hebdo

Das heutige Botschaftsgebäude wurde von 2001 bis 2002 nach Plänen des Pariser Architekten Christian de Portzamparc und des Berliner Architekten Steffen Lehmann errichtet. Seit 1994 gilt am Pariser Platz eine Gestaltungssatzung. Das Konzept geht auf Josef Paul Kleihues zurück und ist als Kernpunkt der Gestaltungssatzung am Pariser Platz durch dessen Haus Sommer und Haus Liebermann versinnbildlicht. Das Gebäude der französischen Botschaft folgt diesen Prinzipien durch die eingehaltene Traufkante und den betonten Sockel. Die Einteilung in drei Zonen ist jedoch nicht streng durchgeführt, was zur Auflockerung des Platzes beiträgt. Das Botschaftsgebäude hat Eingänge am Pariser Platz und an der Wilhelmstraße; letzterer dient in der Regel als Besuchereingang. Dazwischen erstreckt sich der L-förmige Baukörper im Block; durch ihn hindurch führt die Rue de France als Verbindung zwischen Wilhelmstraße und Pariser Platz.